# Lijst van beschermd erfgoed in Dinant
Onderstaande tabel geeft een overzicht van de beschermde erfgoederen in de gemeente Dinant. Het beschermd erfgoed maakt onderdeel uit van het cultureel erfgoed in België.
| Object | Bouwjaar/architect         | Deelgemeente          | Adres                                                 | Coördinaten                   | Nummer?                | Afbeelding |
| --- | -------------------------- | --------------------- | ----------------------------------------------------- | ----------------------------- | ---------------------- | --- |
| Collegiale kerk Onze-Lieve-Vrouw van Dinant |                            | Dinant                |                                                       | 50° 15' 40" NB, 4° 54' 44" OL | 91034-CLT-0001-01 Info | Collegiale kerk Onze-Lieve-Vrouw van Dinant |
| Rots Bayard en omgeving (landschap) |                            | Dinant                |                                                       | 50° 14' 40" NB, 4° 55' 15" OL | 91034-CLT-0002-01 Info | Rots Bayard en omgeving (landschap) |
| Abdij van Leffe |                            | Dinant                | Place de l'Abbaye 1 (Leffe)                           | 50° 16' 8" NB, 4° 54' 27" OL  | 91034-CLT-0003-01 Info | Abdij van Leffe |
| "Plebaanshuis" |                            | Dinant                | Rue en Rhée 51                                        | 50° 15' 36" NB, 4° 54' 50" OL | 91034-CLT-0004-01 Info | |
| Toren van het voormalige karmelietessenklooster |                            | Dinant                | Rue Georges Cousot 8                                  | 50° 15' 17" NB, 4° 54' 55" OL | 91034-CLT-0007-01 Info | Toren van het voormalige karmelietessenklooster |
| Voormalig karmelietessenklooster: uitbreiding van de bescherming met gevels, daken en muur aan de Rue Saint-Roch |                            | Dinant                | Rue Georges Cousot 8 / Rue Saint-Roch                 | 50° 15' 17" NB, 4° 54' 56" OL | 91034-CLT-0008-01 Info | Voormalig karmelietessenklooster: uitbreiding van de bescherming met gevels, daken en muur aan de Rue Saint-Roch |
| Ruïnes van het kasteel van Crèvecœur (monument) geheel van de ruïnes en de omliggende terreinen (landschap) |                            | Bouvignes-sur-Meuse   |                                                       | 50° 16' 18" NB, 4° 53' 51" OL | 91034-CLT-0009-01 Info | Ruïnes van het kasteel van Crèvecœur (monument) geheel van de ruïnes en de omliggende terreinen (landschap) |
| Château Amand, voormalig klooster van de Sépulcrines geheel van kasteel en omgeving (landschap) |                            | Bouvignes-sur-Meuse   | Rue Richier 58                                        | 50° 16' 17" NB, 4° 53' 55" OL | 91034-CLT-0010-01 Info | |
| Voormalig huis van de koster of schoolmeester |                            | Bouvignes-sur-Meuse   | Rue Richier 29                                        | 50° 16' 20" NB, 4° 53' 51" OL | 91034-CLT-0011-01 Info | |
| Sint-Maartenspoort |                            | Dinant                | Avenue Winston Churchill                              | 50° 15' 33" NB, 4° 54' 46" OL | 91034-CLT-0012-01 Info | Sint-Maartenspoort |
| Voormalig kapucijnerklooster ensemble van het gebouw en de tuin (landschap) |                            | Dinant                | Rue Bourgmestre Bribosia 14 Avenue des Combattants 20 | 50° 15' 31" NB, 4° 54' 41" OL | 91034-CLT-0013-01 Info | Voormalig kapucijnerklooster ensemble van het gebouw en de tuin (landschap) |
| Rotsen van Moniat (landschap) |                            | Anseremme             |                                                       | 50° 14' 33" NB, 4° 53' 15" OL | 91034-CLT-0015-01 Info | Rotsen van Moniat (landschap) |
| Parochiekerk Sint-Lambertus |                            | Bouvignes-sur-Meuse   |                                                       | 50° 16' 21" NB, 4° 53' 50" OL | 91034-CLT-0016-01 Info | Parochiekerk Sint-Lambertus |
| Poort van Val |                            | Bouvignes-sur-Meuse   | Rue Cardinal Mercier                                  | 50° 16' 21" NB, 4° 53' 49" OL | 91034-CLT-0017-01 Info | Poort van Val |
| Voormalige pastorie van de Sint-Lambertusparochie |                            | Bouvignes-sur-Meuse   | Rue Richier 54                                        | 50° 16' 18" NB, 4° 53' 53" OL | 91034-CLT-0021-01 Info | |
| Parochiekerk Onze-Lieve-Vrouw | 1624                       | Foy-Notre-Dame        |                                                       | 50° 14' 50" NB, 4° 59' 23" OL | 91034-CLT-0023-01 Info | Parochiekerk Onze-Lieve-Vrouw |
| Voormalige Sint-Niklaaskerk: Romaanse crypte en koor, omgevormd tot begraafplaatskapel |                            | Thynes                |                                                       | 50° 16' 46" NB, 4° 59' 15" OL | 91034-CLT-0027-01 Info | |
| Kapel Saint-Rémy geheel van de kapel en omgeving (landschap) |                            | Sorinnes              | Taviet                                                | 50° 16' 3" NB, 5° 1' 10" OL   | 91034-CLT-0028-01 Info | |
| Herenhuis | 1672                       | Dinant                | rue Daoust 104                                        | 50° 15' 5" NB, 4° 55' 6" OL   | 91034-CLT-0029-01 Info | |
| Sint-Ermelindiskapel met mobilair en voorplein |                            | Bouvignes-sur-Meuse   | Rue Richier                                           | 50° 16' 15" NB, 4° 53' 58" OL | 91034-CLT-0030-01 Info | |
| Gevels en daken van de portiek en van het café "Au repos du Pèlerin" |                            | Foy-Notre-Dame        | Rue de Mahène 22                                      | 50° 14' 49" NB, 4° 59' 23" OL | 91034-CLT-0031-01 Info | |
| Gevels en daken van de landelijke gebouwen |                            | Foy-Notre-Dame        | Rue de Mahène 22-23                                   | 50° 14' 49" NB, 4° 59' 25" OL | 91034-CLT-0032-01 Info | |
| Calvarie, op de geclassificeerde site van de kerk Notre-Dame |                            | Foy-Notre-Dame        |                                                       | 50° 14' 50" NB, 4° 59' 23" OL | 91034-CLT-0033-01 Info | Calvarie, op de geclassificeerde site van de kerk Notre-Dame |
| Versterking van Hauterecenne, genaamd "Camp romain" |                            | Furfooz               |                                                       | 50° 12' 39" NB, 4° 56' 56" OL | 91034-CLT-0034-01 Info | |
| Ensemble van de omgeving van de kerk Foy-Notre-Dame |                            | Foy-Notre-Dame        |                                                       | 50° 14' 50" NB, 4° 59' 20" OL | 91034-CLT-0035-01 Info | Ensemble van de omgeving van de kerk Foy-Notre-Dame |
| Rue des Trois Escabelles, vanaf de hoek van de rue des Fossés tot aan place Saint-Nicolas, inclusief het hôtel du Commerce en het huis Kelner |                            | Dinant                |                                                       | 50° 15' 24" NB, 4° 54' 51" OL | 91034-CLT-0037-01 Info | |
| Oude torens van de stadswallen en de stadspoorten: muren en toren van de Saint-Martin (rue de la Grêle) en poort van Corroy |                            | Dinant                | Rue de la Grêle                                       | 50° 15' 19" NB, 4° 55' 3" OL  | 91034-CLT-0038-01 Info | |
| Oude torens van de stadswallen en de stadspoorten: vestingwerk en vier torens (parallel gelegen aan de rue Saint-Pierre) |                            | Dinant                |                                                       | 50° 15' 54" NB, 4° 54' 35" OL | 91034-CLT-0039-01 Info | Oude torens van de stadswallen en de stadspoorten: vestingwerk en vier torens (parallel gelegen aan de rue Saint-Pierre) |
| Oude torens van de stadswallen en de stadspoorten: toren van de Keizer, genaamd Maximiliaantoren |                            | Dinant                |                                                       | 50° 15' 56" NB, 4° 54' 34" OL | 91034-CLT-0040-01 Info | |
| Ruïnes van Château-Thierry, op de geclassificeerde site van Crétiats |                            | Falmignoul            |                                                       | 50° 12' 35" NB, 4° 52' 31" OL | 91034-CLT-0041-01 Info | |
| Huis: gevels en daken |                            | Bouvignes-sur-Meuse   | Rue Richier 40                                        | 50° 16' 20" NB, 4° 53' 52" OL | 91034-CLT-0042-01 Info | Huis: gevels en daken |
| Huis: gevels en daken |                            | Bouvignes-sur-Meuse   | Rue du Bailliage 18                                   | 50° 16' 21" NB, 4° 53' 53" OL | 91034-CLT-0043-01 Info | |
| Huis: gevels en daken |                            | Bouvignes-sur-Meuse   | Place du Bailliage 4                                  | 50° 16' 22" NB, 4° 53' 55" OL | 91034-CLT-0044-01 Info | Huis: gevels en daken |
| Huis: gevels en daken |                            | Bouvignes-sur-Meuse   | Place du Bailliage 22                                 | 50° 16' 21" NB, 4° 53' 52" OL | 91034-CLT-0045-01 Info | Huis: gevels en daken |
| Huis: gevels en daken |                            | Bouvignes-sur-Meuse   | Rue du Fourneau 7                                     | 50° 16' 28" NB, 4° 53' 47" OL | 91034-CLT-0046-01 Info | |
| Huis: gevels en daken |                            | Bouvignes-sur-Meuse   | Rue Fétis 68                                          | 50° 16' 23" NB, 4° 53' 54" OL | 91034-CLT-0047-01 Info | |
| Huis: gevels, daken en omliggende muur |                            | Bouvignes-sur-Meuse   | Rue des Potiers 12                                    | 50° 16' 19" NB, 4° 53' 53" OL | 91034-CLT-0048-01 Info | Huis: gevels, daken en omliggende muur |
| Huis: gevels en daken |                            | Bouvignes-sur-Meuse   | Rue des Potiers 4-6                                   | 50° 16' 20" NB, 4° 53' 55" OL | 91034-CLT-0049-01 Info | Huis: gevels en daken |
| Huis: gevels en daken |                            | Bouvignes-sur-Meuse   | Rue Cardinal Mercier 3                                | 50° 16' 22" NB, 4° 53' 49" OL | 91034-CLT-0050-01 Info | |
| Huis: gevels en daken |                            | Bouvignes-sur-Meuse   | Rue Guiot 5                                           | 50° 16' 24" NB, 4° 53' 51" OL | 91034-CLT-0051-01 Info | |
| Huis met nok loodrecht op de straat: gevels, daken en omliggende muren | 1637                       | Bouvignes-sur-Meuse   | tussen Rue Guiot 3 en Rue Génard 12                   | 50° 16' 24" NB, 4° 53' 51" OL | 91034-CLT-0052-01 Info | |
| Huis: gevels en daken |                            | Bouvignes-sur-Meuse   | Rue Barbier 3-5                                       | 50° 16' 26" NB, 4° 53' 51" OL | 91034-CLT-0053-01 Info | |
| Huis: gevels en daken |                            | Bouvignes-sur-Meuse   | Place du Bailliage 24                                 | 50° 16' 21" NB, 4° 53' 52" OL | 91034-CLT-0055-01 Info | Huis: gevels en daken |
| Huis: gevels en daken |                            | Bouvignes-sur-Meuse   | Rue Richier 41                                        | 50° 16' 18" NB, 4° 53' 53" OL | 91034-CLT-0056-01 Info | |
| "Notarishuis" |                            | Bouvignes-sur-Meuse   | Rue Richier 10-14                                     | 50° 16' 26" NB, 4° 53' 49" OL | 91034-CLT-0057-01 Info | |
| Huis: gevels en daken |                            | Bouvignes-sur-Meuse   | Rue Fétis 74                                          | 50° 16' 25" NB, 4° 53' 53" OL | 91034-CLT-0058-01 Info | |
| Kapel Notre-Dame de Bonsecours, stenen brug van 1767, 44 boordstenen aan de weg "Bonsecours" |                            | Dinant                |                                                       | 50° 15' 44" NB, 4° 54' 15" OL | 91034-CLT-0059-01 Info | |
| Kerk Saint-Georges |                            | Dinant                | Leffe                                                 | 50° 16' 2" NB, 4° 54' 27" OL  | 91034-CLT-0060-01 Info | Kerk Saint-Georges |
| Vallei van de Maas tussen Bouvignes en Houx (landschap) |                            | Bouvignes-sur-Meuse   |                                                       | 50° 16' 25" NB, 4° 53' 49" OL | 91034-CLT-0061-01 Info | Vallei van de Maas tussen Bouvignes en Houx (landschap) |
| Site van Fonds de Leffe (landschap) |                            | Dinant                | Leffe                                                 | 50° 16' 29" NB, 4° 55' 16" OL | 91034-CLT-0062-01 Info | |
| Site van Chérau (landschap) |                            | Lisogne               |                                                       | 50° 16' 26" NB, 4° 57' 30" OL | 91034-CLT-0063-01 Info | |
| Schuur: gevels en daken |                            | Dréhance              | Route de Furfooz, tegenover nr. 32                    | 50° 14' 6" NB, 4° 56' 0" OL   | 91034-CLT-0064-01 Info | |
| Gevels en daken tussen de twee ronde torens rechts van de rotswand van het kasteel van Walzin, en de gevels en daken van de toren genaamd "15ème siècle" en het ensemble van het kasteel van Walzin, de rots "Al penne" met zijn ruïnes van Caverenne, en het bos La Lesse en een deel van de alluviale vlakte |                            | Dréhance              |                                                       | 50° 13' 10" NB, 4° 55' 24" OL | 91034-CLT-0065-01 Info | Gevels en daken tussen de twee ronde torens rechts van de rotswand van het kasteel van Walzin, en de gevels en daken van de toren genaamd "15ème siècle" en het ensemble van het kasteel van Walzin, de rots "Al penne" met zijn ruïnes van Caverenne, en het bos La Lesse en een deel van de alluviale vlakte |
| Huis: gevels en daken |                            | Dinant                | Rue de la Grèle 15                                    | 50° 15' 20" NB, 4° 55' 2" OL  | 91034-CLT-0067-01 Info | |
| Art-nouveau burgerhuis Leclef | ca. 1907 Édouard Frankinet | Dinant                | Rue Daoust 53                                         | 50° 15' 7" NB, 4° 55' 4" OL   | 91034-CLT-0069-01 Info | Art-nouveau burgerhuis Leclef |
| Rondvaartboten "Touriste I" en "Touriste IV" |                            | Dinant                | Rue Daoust 64                                         | 50° 15' 10" NB, 4° 55' 3" OL  | 91034-CLT-0071-01 Info | |
| De overblijfselen van de oude noordelijke voorkant van de vesting van Bouvignes tussen de straten rue Génard en rue Barbier, de rotsen onder Crèvecoeur en de spoorweg |                            | Bouvignes-sur-Meuse   |                                                       | 50° 16' 25" NB, 4° 53' 49" OL | 91034-CLT-0072-01 Info | De overblijfselen van de oude noordelijke voorkant van de vesting van Bouvignes tussen de straten rue Génard en rue Barbier, de rotsen onder Crèvecoeur en de spoorweg |
| Oud-gemeentehuis van Bouvignes, zogenaamd "Spaans huis" |                            | Bouvignes-sur-Meuse   | Place du Bailliage                                    | 50° 16' 21" NB, 4° 53' 53" OL | 91034-CLT-0073-01 Info | Oud-gemeentehuis van Bouvignes, zogenaamd "Spaans huis" |
| Rotsen van Freÿr en omgeving (landschap) |                            | Anseremme, Falmignoul |                                                       | 50° 12' 48" NB, 4° 52' 36" OL | 91034-CLT-0074-01 Info | Rotsen van Freÿr en omgeving (landschap) |
| Site van "la Ranle", "les Traillis" en "les Crétiats" (landschap) |                            | Falmignoul            |                                                       | 50° 12' 26" NB, 4° 52' 53" OL | 91034-CLT-0076-01 Info | Site van "la Ranle", "les Traillis" en "les Crétiats" (landschap) |
| Huis: gevels en daken |                            | Bouvignes-sur-Meuse   | Rue Richier 43                                        | 50° 16' 18" NB, 4° 53' 53" OL | 91034-CLT-0077-01 Info | |
| Huis: gevels en daken |                            | Bouvignes-sur-Meuse   | Rue Richier 45                                        | 50° 16' 18" NB, 4° 53' 53" OL | 91034-CLT-0078-01 Info | |
| Volkshuis | 1922 Fernand Brunfaut      | Dinant                | Place Patenier 8                                      | 50° 15' 48" NB, 4° 54' 37" OL | 91034-CLT-0080-01 Info | Volkshuis |